# Haemuaszet (vezír)

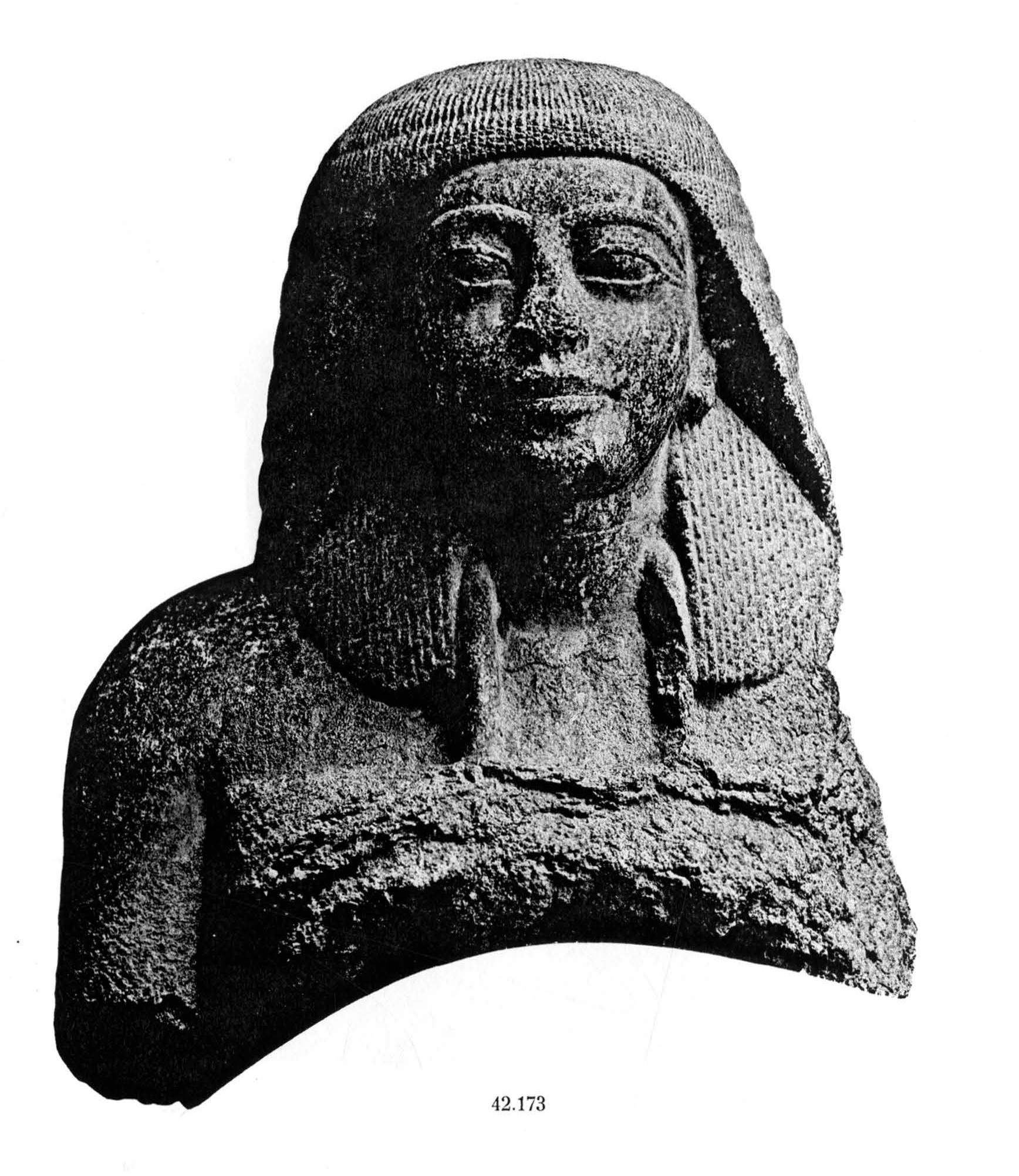
Haemuaszet szobra

Haemuaszet (ḫˁỉ-m-w3s.t, „Felragyog Thébában”) ókori egyiptomi vezír, Théba kormányzója és talán Ptah főpapja volt a XX. dinasztia idején, IX. Ramszesz uralkodása alatt. Főleg onnan ismert, hogy ő rendelte el és vezette a nyomozást a IX. Ramszesz uralkodása alatt történt királysír-rablások ügyében.
Nebmaatrénaht, más néven Szahtnefer vezírt követte hivatalában Ramszesz 14. uralkodási évében. A 16. évben szabálytalanságokról értesítették a thébai nekropoliszban, és nyomozást rendelt el, melynek során számos sírrablót elfogtak. Az eseményekről az Abbott-papirusz, az Amherst-papirusz és a Mayer-papiruszok számolnak be. A másik kettőnél későbbi Mayer-papiruszokon azonban már ismét Nebmaatrénahtot említik vezírként; úgy tűnik, az uralkodó 17. évében ismeretlen okokból ismét ő került a vezíri pozícióba.
A 16. évben íródott Abbott- és Amherst-papiruszon kívül Haemuaszet ismert még az őt ábrázoló gránitszoborról is, melynek felső része maradt fenn (ma a kairói Egyiptomi Múzeumban található, CG 42173 / JE 36650), valamint pár nyugat-thébai graffitóról (110., 111. és 113. számú).

## Fordítás
- Ez a szócikk részben vagy egészben  a   Khaemwaset (Vizier) című angol Wikipédia-szócikk ezen változatának fordításán alapul.  Az eredeti cikk szerkesztőit annak laptörténete sorolja fel. Ez a jelzés csupán a megfogalmazás eredetét és a szerzői jogokat jelzi, nem szolgál a cikkben szereplő információk forrásmegjelöléseként.